# Melanagromyza muguensis
Melanagromyza muguensis este o specie de muște din genul Melanagromyza, familia Agromyzidae, descrisă de Spencer în anul 1981. Conform Catalogue of Life specia Melanagromyza muguensis nu are subspecii cunoscute.